# Salésiens
Les Salésiens de Don Bosco (Société de Saint François de Sales, en latin Societas Sancti Francisci Salesii), abrégé S.D.B, forment une congrégation cléricale de droit pontifical. Elle accueille des laïcs consacrés, appelés « coadjuteurs », et des prêtres consacrés, qui vivent en communauté, travaillent et prient ensemble.

## Historique
La congrégation des salésiens a été fondée à Turin par Jean Bosco le 18 décembre 1859 avec dix-sept jeunes qu'il accompagne depuis plusieurs années. L'idée de s'appeler Salésiens est née le 26 janvier 1854 avec quatre de ceux qui s'engageront comme religieux : Jean Bosco, comme tous les habitants du Piémont, connaît saint François de Sales, appelé aussi l'apôtre de la douceur. C'est pour cette douceur que Jean Bosco choisit le nom de Salésien. 
Jean Bosco est déclaré saint le 1er avril 1934.
La vocation de la congrégation des salésiens est de donner une éducation à la jeunesse. Ils ont pour mission la gestion d'écoles, principalement professionnelles, de maisons à caractère social et de paroisses. Ils sont présents sur les cinq continents.

## Fusion
Les Frères agriculteurs de Saint François d'Assise, congrégation fondée en 1839 à Saint-Laurent-sur-Sèvre par Gabriel Deshayes, ont fusionné avec les salésiens en 1889. 
Le but de la congrégation des Frères agriculteurs était le soin dans les hôpitaux, le service des maisons religieuses et des presbytères pour tout ce qui concerne les soins domestiques, ainsi que les travaux d'agriculture via des colonies agricoles. En 1841, trop occupé avec ses autres congrégations, le père Deshayes en avait confié la direction à l'abbé Fournier, curé de Saint-Martin-de-Saintonge. La maison-mère s'était installée à Saint-Genis-de-Saintonge au lieu-dit Saint-Antoine-des-Bois.

## Situation actuelle
La congrégation a actuellement Fabio Attard comme onzième « Recteur Majeur » (Supérieur général). Avec la branche féminine, les religieuses couramment appelées Salésiennes (de leur véritable nom les Filles de Marie-Auxiliatrice), les Salésiens et Salésiennes coopérateurs (un tiers-ordre) et les 25 autres groupes nés ultérieurement, ils forment la famille salésienne.
Au nombre de 16 106 en 2010, en 2008, ils regroupent en outre 14 655 religieuses et 24 196 salésiens et salésiennes coopérateurs.

## Recteurs majeurs
- 1859 - 1888 : don Jean Bosco

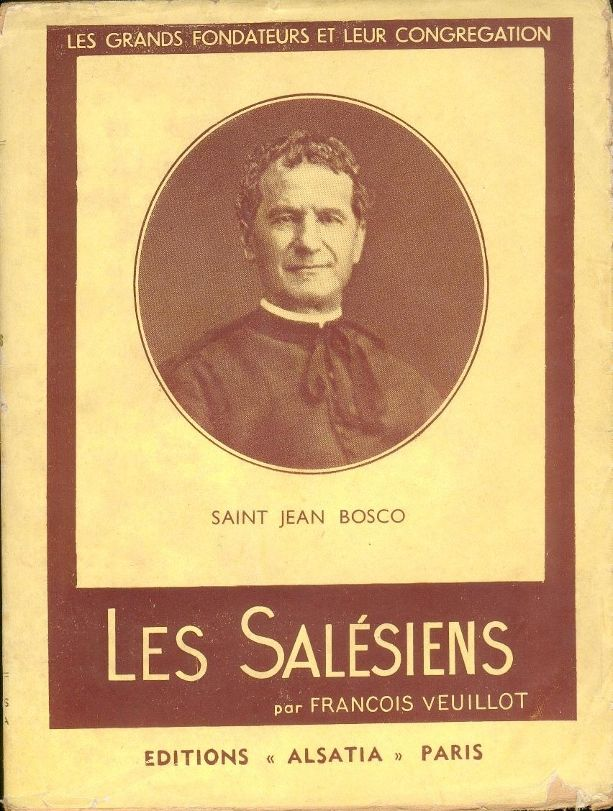
Couverture d'un livre sur les Salésiens.

L'institut religieux est dirigé, à la suite de Jean Bosco, par un Recteur Majeur (en latin : Rector Major). 
- 1888 - 1910 : don Michele Rua (1837-1910), né à Turin, ordonné prêtre salésien en 1860, succède à Jean Bosco en 1888. Il avait participé à la première réunion d'où est issue la congrégation des salésiens. Il a été béatifié en 1972.
- 1910 - 1921 : don Paolo Albera
- 1922 - 1931 : don Filippo Rinaldi, bienheureux
- 1932 - 1951 : don Pietro Ricaldone
- 1952 - 1965 : don Renato Ziggiotti
- 1965 - 1977 : don Luigi Ricceri
- 1977 - 1995 : don Egidio Vigano
- 1995 - 2002 : don Juan Edmundo Vecchi
- 2002 - 2014 : don Pascual Chávez Villanueva
- 2014 - 2024 : Cardinal Ángel Fernández Artime
- Depuis 2025 : don Fabio Attard

## Salésiens notables

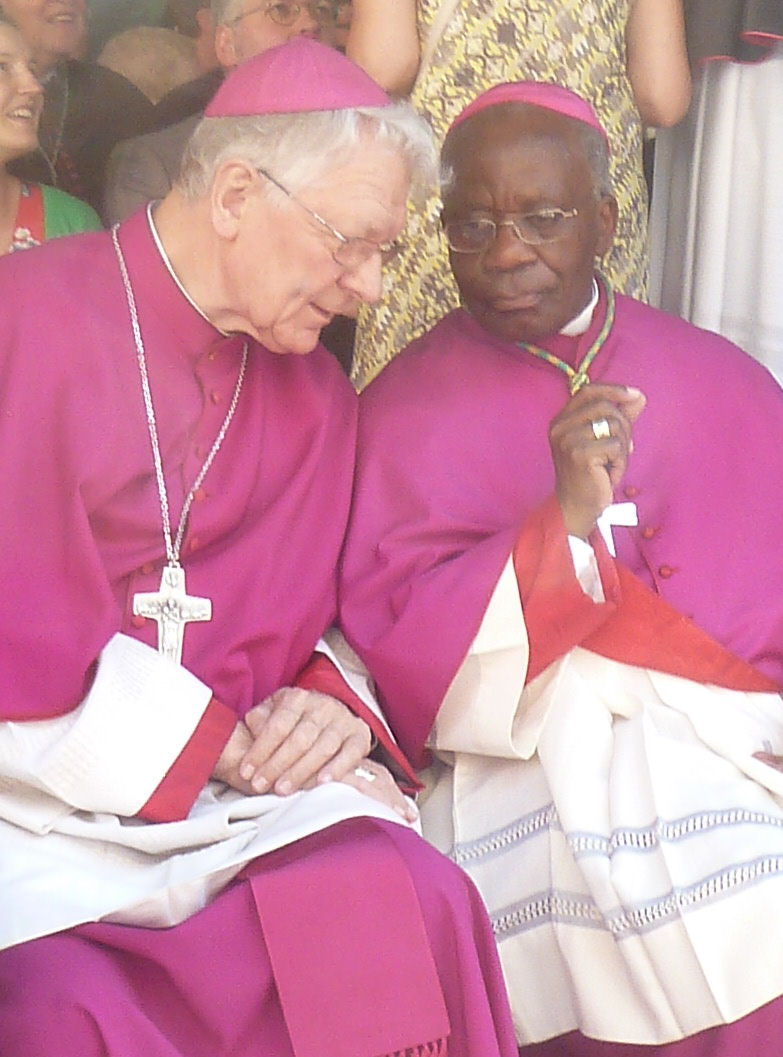
Luc Van Looy, salésien et ancien évêque de Gand.

- Jean-Marie Petitclerc, prêtre salésien et éducateur spécialisé, a fondé l'association Le Valdocco qui mène des actions de prévention à Argenteuil en banlieue parisienne, à Lyon, à Nice et à Lille. Connu pour ses nombreuses conférences, ce diplômé de l'École polytechnique a publié une dizaine d'ouvrages sur le thème de l'éducation. Il anime le réseau "Don Bosco Action Sociale" qui rassemble diverses institutions et associations travaillant pour les jeunes, selon la pédagogie de Jean Bosco.
- le cardinal Tarcisio Bertone, secrétaire d'État du Saint-Siège sous le pontificat de Benoît XVI,
- le cardinal Joseph Zen, célèbre pour sa défense de la liberté religieuse en Chine,
- l'archevêque Oscar Andres Rodriguez Maradiaga, premier cardinal du Honduras,
- le prêtre Joseph Kowalski, mort à Auschwitz, martyr et bienheureux (1911-1942),
- l'évêque saint Louis Versiglia, martyr et missionnaire en Chine (1873-1930),
- le prêtre José Fagnano Vero, Giuseppe Fagnano (1844-1916),
- Eugène Méderlet (1867-1934), archevêque de Madras.

## Blason de l'institut religieux

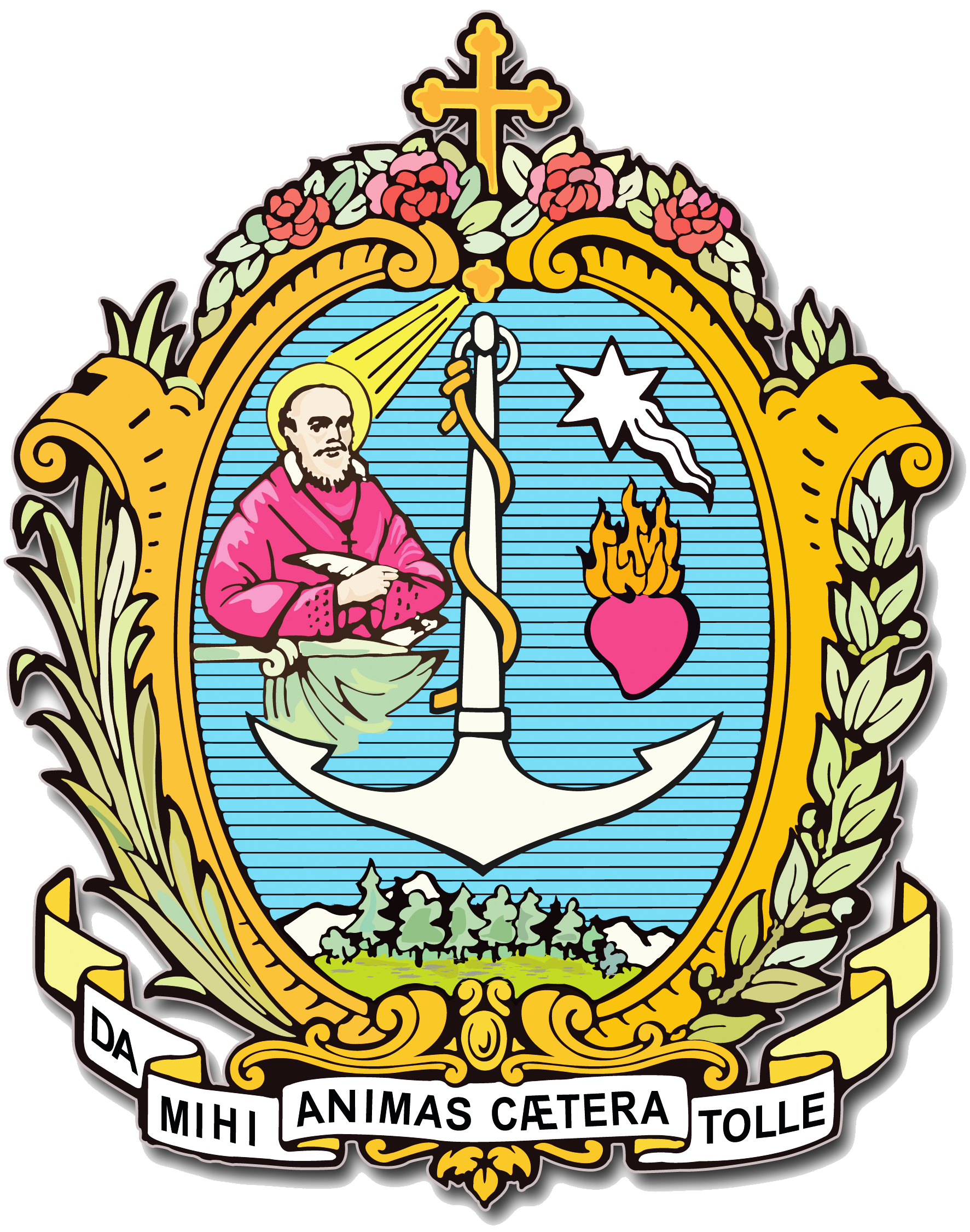
Blason de l'institut religieux de saint Jean Bosco.

Le blason de la Société de saint François de Sales est complexe. Il a été dessiné par Boldi et présenté à Jean Bosco le 12 septembre 1884.
Les armoiries sont « d'azur, à une ancre d'argent posée en pal, chargé à senestre d'un buste de saint François de Sales écrivant éclairé par un rayon d'or et à dextre d'une étoile d'argent à 6 branches surmontant un cœur de gueules ardent d'or. En pointe, un bois de sinople devant des montagnes d'argent ».
Un écu d’azur est traversé par une ancre, symbole de la foi chrétienne, qui le partage en deux. Sur la partie de droite, on trouve une étoile rayonnante, symbole de l’espérance, et un cœur ardent, symbole de la charité.
Sur la partie de gauche figure saint François de Sales, en buste, en train d’écrire. Il est éclairé par un rayon de lumière, qui évoque l’inspiration, l’intelligence des choses d’en haut. François de Sales, l’évêque humaniste, a écrit des livres importants : Introduction à la vie dévote et surtout le Traité de l'amour de Dieu.
En dessous de l’ancre, un petit bois est l’évocation patronymique de Jean Bosco : le mot italien « bosco » signifie « bois » ou « bosquet », « ensemble d’arbres » .
Derrière le bois se dressent de hautes montagnes qui rappellent celles du Chablais et du Genevois dont Vincent de Salles[Qui ?] est successivement seigneur, prélat et apôtre, ainsi que les sommets de la perfection vers lesquels les salésiens doivent tendre.
De part et d’autre du blason, une branche de palmier et une de laurier : la palme, souvent associée au martyre, évoque la vie de sacrifice ; le laurier symbolise la vertu et la victoire.

## Devise de la congrégation
La devise de la congrégation est « Da mihi animas, caetera tolle » et peut être traduite littéralement par « donne-moi des âmes et prends le reste ». 
Elle est tirée d’un passage du Livre de la Genèse. Lors d’une guerre entre deux coalitions de rois, la ville de Sodome est ravagée, les gens et les richesses sont emportés comme butin ; parmi eux Loth, sa famille et ses biens. Abraham organise une expédition pour aller au secours de son neveu. Il remporte la victoire et ramène tout le butin, composé de personnes et de choses matérielles. Abraham offre la dîme à Melchisédech, roi et prêtre de Jérusalem ; ensuite, le roi de Sodome vient lui réclamer ses sujets : « Donne-moi les personnes et emporte les biens. » Abraham refuse de s’enrichir au détriment du roi de Sodome et lui rend tout. Dans ce passage, il s’agit bien des personnes, les « vivants », que la Bible latine traduit par « animas », d’où vient aussi le mot « âmes. »
La phrase entre dans la tradition salésienne en passant par saint François de Sales qui disait : « Donnez-moi des âmes, peu m’importe le reste. » Jean Bosco la connaissait depuis ses études auprès de Joseph Cafasso au pensionnat de Turin, quand il allait dans les prisons,.
Pour Jean Bosco, le mot prend le sens d’« âmes », selon une conception dualiste qui oppose le corps mortel à l’âme immortelle. Quand il raconte l’arrivée de Dominique Savio à l’Oratoire, il écrit : « Son regard s’arrêta tout à coup sur un carton, où étaient écrits en gros caractères les mots suivants familiers à saint François de Sales : Da mihi animas, coetera tolle, et il se mit à les lire avec attention. Pour moi, je voulais qu’il en comprît la signification. Je l’invitai donc, ou plutôt, je l’aidai à les traduire et à en dévoiler le sens : Ô mon Dieu, donnez-moi des âmes, et prenez tout le reste. Il réfléchit un instant, puis il me dit : - J’ai compris. Ici, on ne fait pas commerce d’argent, mais commerce d’âmes, j’ai compris. J’espère que mon âme entrera aussi dans ce commerce. ». Ce dialogue s’inscrit dans la pure ligne de la notion chrétienne de « rachat ». Dominique, quant à lui, remettait son âme entre les mains de Jean Bosco, « devenu banquier pour l’occasion, afin de faire valoir au mieux ce capital spirituel » .
L’idéal de Jean Bosco était de travailler « pour la gloire de Dieu et le salut des âmes » . Dans la tradition récente de la congrégation salésienne, le mot « âme » devient gênant dans la mesure où il se réfère à une philosophie fortement critiquée ; il est alors traduit par le mot « personne », en référence à la philosophie personnaliste de Mounier. Parfois, certains le remplacent carrément par « Donne-moi des jeunes », afin d’exprimer le souci exclusivement pastoral et préférentiel des jeunes qui doit animer l’éducateur salésien.

## Abus sexuels
En janvier 2011, Jos Claes, supérieur des Salésiens de la province de Belgique-nord regroupant la Flandre et les Pays-Bas, présente ses excuses aux victimes d’abus commis par son ordre.